# Эдинбургский договор
Эдинбургский договор — мирный договор между Францией и Англией, заключенный в Эдинбурге 6 июля 1560 года и завершивший англо-французское противостояние в Шотландии, в частности, осаду Лит. Эдинбургский договор стал поворотным моментом в шотландской истории: он завершил почти трехсотлетний период англо-шотландских войн и традиционной ориентации Шотландии на Францию («Старый союз») и открыл период англо-шотландского сближения, приведший в 1603 году к мирному объединению двух британских государств под властью одного монарха.
Французское доминирование в Шотландии в период регентства Марии де Гиз (1554—1560 годы) вызвало восстание протестантов в Перте в начале 1559 года, которое быстро переросло в общешотландскую протестантскую революцию, в ходе которой в страну были введены английские войска. Шотландия стала полем сражения между Англией и Францией. Переход на сторону восставших ведущих аристократов и большинства городов Шотландии, а также смерть в июне 1560 года Марии де Гиз обеспечил победу революции. Франция, в которой также надвигалась угроза религиозных войн, была вынуждена пойти на примирение с Англией.
В соответствии с условиями подписанного в пригороде Эдинбурга 6 июля 1560 года мирного договора английские и французские войска покидали территорию Шотландии. Шотландская королева Мария Стюарт должна была отказаться от претензий на английский престол и признать королевой Англии Елизавету I. Франция и Англия обязались не вмешиваться во внутренние дела Шотландии. Договор фактически закрепил победу в Шотландии протестантства и курса на сближение с Англией.
Несмотря на отказ Марии Стюарт ратифицировать Эдинбургский договор, с уходом из Шотландии французских войск в 1560 году он фактически вступил в силу.
Один из важнейших в шотландской истории договоров, на многие годы определивший пути развития страны, был заключён между иностранными государствами — без участия представителей Шотландии.